# Социология досуга
Социология досуга — это отрасль социологии, изучающая поведение индивидов и групп в свободное время, способы удовлетворения потребностей в отдыхе (рекреации), развлечении, общении, развитии личности, а также функционирование учреждений досуговых услуг, “индустрии досуга” . Социология досуга тесно связана с социологией труда, поскольку каждый из них исследует свою сторону отношений между работой и отдыхом. Более поздние исследования в этой области отходят от отношений между работой и отдыхом и фокусируются на связи между отдыхом и культурой. Исследования досуга показали, что наблюдаемые закономерности не могут быть легко объяснены социально-экономическими переменными, такими как доход, профессия или образование. На тип досуга в значительной степени влияет ситуация человека (наличие или отсутствие семьи, возраст и другие факторы).

## Теория
Возникновение социологии досуга следует отнести к 20—30-м годам 20 века и связать сначала с исследованиями учёных США и стран Западной Европы массовых социальных феноменов (работы, семейных отношений, жизни горожан), а затем и специальных обследований досуговой деятельности в этих странах. Поток материалов о досуге нарастает во 2-й половине 20 века, что объясняется широким распространением в странах Запада 8-часового рабочего дня, двух выходных дней в неделю, массовым развитием туризма и др. Немалый интерес к социологии досуга проявляют также специалисты маркетинговых коммуникаций и исследователи потребительского поведения людей.
Социология досуга — сравнительно недавнее подполе социологии, по сравнению с более традиционными подполями, такими как социология работы, социология семьи и социология образования: большая часть её развития пришлась на вторую половину 20-го века .
До этого досуг часто рассматривался как относительно неважная, незначительная особенность общества. Досуг в настоящее время признан крупнейшим социальным институтом, заслуживающим серьёзных социологических исследований, особенно в западных обществах. Определения досуга многочисленны и часто взаимно противоречивы, например, как отдельная часть времени или как качество опыта, независимо от времени . Социолог Жоффр Дюмазидье выделил четыре чётких определения досуга. Первый и самый широкий определяет досуг как стиль поведения, который может возникнуть даже на работе, второй определяет его как любую неработающую деятельность; третий также исключает семейные и домашние обязанности; и, наконец, самый узкий определяет досуг как деятельность, посвященную самореализации. Четыре определения Дюмазедье не являются исчерпывающими . Несовместимые определения и меры рассматриваются в качестве основного фактора, который иногда приводит к противоречивым результатам исследований .
Есть некоторые нерешённые вопросы, касающиеся определения работы: в частности, являются ли неоплачиваемые усилия, такие как волонтёрство или учеба, работа. Нерабочее время не следует приравнивать к свободному времени, поскольку оно включает в себя не только свободное время, посвящённое досугу, но и время, посвящённое определённым обязательным действиям, таким как работа по дому .
Разделить деятельность на свободное и выделенное время нелегко. Например, чистить зубы — это не работа и не отдых. Учёные различают по своей классификации виды деятельности, такие как приём пищи, покупки, ремонт автомобиля, посещение религиозных церемоний или принятие душа (разные люди могут или не могут классифицировать такие виды деятельности как досуг) .
Связь между работой и отдыхом также может быть неясной. Исследования показывают, что некоторые люди находят навыки, которые они приобрели на работе полезными для своих увлечений (и наоборот), а некоторые люди используют досуг для продвижения по службе .
Помимо определения досуга существуют и другие вопросы, представляющие теоретический интерес для социологии. Например, количественно оценить результаты сложно, так как исследования бюджета времени отмечают, что определенный промежуток времени, например час, может иметь разные значения в зависимости от того, когда это происходит — в течение дня, недели или года .

## Исследования
Как и во многих других областях исследований в области социальных наук, изучение социологии досуга затрудняется отсутствием надёжных данных для сравнительных продольных исследований, поскольку стандартизированный сбор данных об отдыхе практически не проводился.
Маршалл Гордон отметил, что существует два подхода к изучению досуга: формальный и историко-теоретический. Формальный подход фокусируется на эмпирических вопросах, таких как перемена образцов досуга в течение жизненного цикла человека, отношению между досугом и работой и определенными формами досуга, такие как социология спорта. Историко-теоретический подход изучает связь между досугом и социальными изменениями, часто со структурно-функционалистской и немарксистской точкой зрения. Шейла Скратон преставила другой анализ, сравнивая североамериканские и британские исследования. Британские подходы направлены на вклад плюрализма, критического марксизма и феминизма; американские подходы концентрируются на социально-психологической традиции.

## Выводы
Многие социологи предположили, что данный вид досуга легче всего объяснить социально-экономическими переменными, такими как доход, род занятий или образование 
. Это дало меньше результатов, чем ожидалось. Доход связан с общими деньгами, потраченными на такие виды деятельности, но в остальном только определяет, какой вид деятельности является доступным. Занятие имеет аналогичный эффект, потому что большинство профессий сильно влияют на доход человека (например, членство в престижной профессии и занятия в «загородном клубе», такие как гольф или парусный спорт, значительно коррелируют — но как и членство в этих профессиях и с высоким доходом, и в тех видах деятельности, которые требуют больших затрат). Образование связано с широким спектром досуга и с большей приверженностью им. Как отметил Келли, «Предсказать поведение человека на досуге на основе его социально-экономического положения практически невозможно».
С другой стороны, на тип досуга в значительной степени влияет непосредственная ситуация человека — есть ли у него семья, есть ли поблизости места для отдыха и возраст. Ранние семейные влияния, особенно связанные с более активными видами досуга, могут быть глубокими. Тип досуга также зависит от текущего места человека в жизненном цикле.
Конкретные результаты социологических исследований досуга иллюстрируются исследованием Джона Робинсона в конце 1970-х годов. Робинсон обнаружил, что у американцев в среднем по четыре часа свободного времени в будний день и больше по выходным — шесть часов в субботу и почти восемь в воскресенье. Количество свободного времени уменьшается с возрастом, работой, браком и детьми. Однако время проведения отдыха существенно не зависит от благосостояния человека. Люди хотят меньше свободного времени если они не уверены в своем экономическом будущем или если их работа является их основным интересом. Во второй половине двадцатого века просмотр телевизора стал основной деятельностью в свободное время, что привело к значительному сокращению времени, выделяемого на другие виды деятельности; в начале 1970-х годов среднестатистический американец имел 4 часа свободного времени в день и 1,5 из них тратил на просмотр телевизора. Совместные досуговые мероприятия увеличивают семейное удовлетворение.

## Отечественная социология досуга

### Советские годы
Зарождение отечественной социологии досуга падает на конец 60-х годов. Советские социологи активно включались в международные исследования (в частности, в рамках изучения бюджетов времени). В советском обществоведении интерес социологов к досугу населения приобретал во многом иные целеполагающие и содержательные ориентации. Например, теоретические аспекты изучения досуга связаны со следующими направлениями: досуг как непосредственный опыт индивидуума; досуг как существование человека (экзистенциальная модель); содержательный досуг как условие всестороннего развития личности; теории социальной идентичности и социальных взаимодействий, применимых к изучению досуга. Успешно развивался анализ обращения людей в свободное время к разным занятиям: к чтению, самодеятельному творчеству, любительским занятиям и т. п. Немало усилий отечественные исследователи приложили к изучению культуры досуга, под которой понимался определённый уровень, качественное своеобразие использования свободного времени, его результативность для рекреации и творческого развития личности. Вместе с тем советские социологи многое брали из арсенала зарубежной исследовательской практики изучения досуга, например, институциональный подход к досугу; политологические трактовки досуговой деятельности; гуманистическая теория понимания досуга.

### Современный период
В постсоветский период изучение досуга граждан России приобретает свои особенности. Отечественные социологии, анализируя реальные процессы проведения досуга представителями разных групп населения в условиях нынешних реформ, сосредоточивают внимание не столько на творческих, сколько на рекреационных аспектах свободного времени. Более подробному, чем раньше, изучению подвергается досуг в разных социальных средах и слоях — досуг высокообеспеченных, среднеобеспеченных слоев, безработных, малообеспеченных семей и др.

## Будущие последствия
Во время цифровой эпохи и растущих технологий наши формы развлечений изменились. Автоматизация вызывает всё большую озабоченность, и, возможно, марксистский взгляд на технологии как на инструмент, позволяющий проводить больше свободного времени, выиграет. С другой стороны, рабочие долго боролись за то, чтобы получить власть, а не потерять её. Как и в большинстве структур, любое свободное время, которое у вас есть, может определяться расой. По мере развития общества структуры, которые сохранили стратифицированную систему, мало изменились.